# Gloeocystidium
Gloeocystidium is een geslacht van schimmels behorend tot de familie Dacryobolaceae.

## Soorten
Volgens Index Fungorum telt het geslacht 26 soorten (peildatum maart 2022): 
| Soortnaam                        | Auteur(s)                 | Publicatiejaar |
| -------------------------------- | ------------------------- | -------------- |
| Gloeocystidium abeuns            | (Burt) Tad. Ito           | 1929           |
| Gloeocystidium alutaceorubrum    | Rick                      | 1959           |
| Gloeocystidium asterostromella   | Rick                      | 1938           |
| Gloeocystidium betulinum         | Killerm.                  | 1943           |
| Gloeocystidium boninense         | S. Ito & S. Imai          | 1940           |
| Gloeocystidium caliciferum       | Litsch.                   | 1928           |
| Gloeocystidium cinereum          | Rick                      | 1934           |
| Gloeocystidium cremeum           | Rick                      | 1959           |
| Gloeocystidium eichleri          | Bres.                     | 1913           |
| Gloeocystidium ferrugineum       | Rick                      | 1959           |
| Gloeocystidium friesii           | S. Lundell                | 1950           |
| Gloeocystidium griseum           | Rick                      | 1938           |
| Gloeocystidium ipidophilum       | Siemaszko                 | 1939           |
| Gloeocystidium laxa              | Bourdot & Galzin          | 1913           |
| Gloeocystidium luteocinereum     | Rick                      | 1934           |
| Gloeocystidium luteum            | (Bres.) Höhn. & Litsch.   | 1908           |
| Gloeocystidium mixtum            | Bourdot & Galzin          | 1928           |
| Gloeocystidium molle             | Rick                      | 1934           |
| Gloeocystidium mollius           | Rick                      | 1959           |
| Gloeocystidium ochroleucum       | Bres. ex Bourdot & Galzin | 1913           |
| Gloeocystidium ochroleucum       | Bres. & Torrend           | 1913           |
| Gloeocystidium rimosum           | Rick                      | 1934           |
| Gloeocystidium stramineum        | Bres.                     | 1907           |
| Gloeocystidium subincarnatum     | Rick                      | 1938           |
| Gloeocystidium tenuimembranaceum | Rick                      | 1959           |
| Gloeocystidium tophaceum         | Bourdot & Galzin          | 1913           |